# Liste de licences libres
Pour un article plus général, voir Licence libre.
Cet article est une liste de licences libres.

## Propos préliminaire

### Les quatre libertés fondamentales du logiciel libre
Les quatre libertés mentionnées dans le tableau sont :
1. La liberté d'utiliser le logiciel ;
2. La liberté d'étudier le logiciel ;
3. La liberté de copier le logiciel ;
4. La liberté de modifier le logiciel et de redistribuer les versions modifiées[1].

### Le copyleft
Parmi les différents types de licences de logiciel libre, certaines permettent la modification et la redistribution du logiciel sans contrainte, et autorisent notamment des dérivés propriétaires, par exemple sans mise à disposition du code source.
D'autres ont comme caractéristique d'exiger qu'un logiciel dérivé conserve le statut de logiciel libre de l'original. Cette caractéristique est connue sous le terme de copyleft.
Les licences avec copyleft exigent qu'un logiciel dérivé conserve son statut de logiciel libre, notamment par la fourniture du code source de la version modifiée. Cela signifie en principe, qu'il n'est pas possible de diffuser un logiciel propriétaire incorporant du code utilisant une telle licence.
On parle de copyleft fort lorsque la redistribution du logiciel modifié ou pas ainsi que tous les composants associés ne peuvent se faire que sous la licence initiale.
On parle de copyleft standard lorsque la redistribution du logiciel modifié ou pas se fait sous la licence initiale mais que les ajouts de fonctionnalités et de code peuvent se faire sous d'autres licences voire sous une licence propriétaire.

## Liste
Les propriétés suivantes des licences sont répertoriées dans ce tableau :
- Copyleft : ++ = copyleft fort ; + = copyleft standard ; non = pas de copyleft
- Compatible GPLv2 : la licence en question est-elle compatible avec la GNU GPL version 2 ?
- Compatible GPLv3 : la licence en question est-elle compatible avec la GNU GPL version 3 ?
- Répertoriée par l'OSI : la licence en question est-elle approuvée par l'Open Source Initiative ?
- Pérénnisé
- Persistance des 4 libertés : non = pas de persistance des 4 libertés ; * = persistance des 4 libertés pour les modifications du code ; ** = persistance des 4 libertés pour les additions de code.
- Niveau de permissivité : non = absolument pas permissif ; * = permissivité autour de la brique de logiciel ; ** = permissivité au niveau de la brique elle-même.

| ×                                                      | Copyleft | Compatible GPL v2 | Compatible GPL v3                                                                    | Répertoriée par OSI | Pérénnisé | Persistance des 4 libertés | Niveau de permissivité (cohabitation avec une brique propriétaire) | Commentaires                                                                                                |
| ------------------------------------------------------ | -------- | ----------------- | ------------------------------------------------------------------------------------ | ------------------- | --------- | -------------------------- | ------------------------------------------------------------------ | --- |
| GPL v2                                                 | Oui (++) | -                 | Non (mais la plupart des logiciels GPLv2 autorisent à utiliser versions ultérieures) | Oui                 | Oui       | **                         | Non                                                                | |
| GPL v3                                                 | Oui (++) | Non               | -                                                                                    | Oui                 | Oui       | **                         | Non                                                                | |
| LGPL v2 (GNU LGPL)                                     | Oui(+)   | Oui               | -                                                                                    | Oui                 | Oui       | *                          | *                                                                  | |
| LGPL v3                                                | Oui (+)  | Non               | Oui                                                                                  | Oui                 | Oui       | *                          | *                                                                  | |
| MPL                                                    | Oui (+)  | Non               | Non                                                                                  | Oui                 | Oui       | *                          | *                                                                  | MPL 1.1 (section 13) choix entre la MPL et une autre licence (GPL) pour programme                           |
| BSD License                                            | Non      | Oui               | Oui                                                                                  | Oui                 | Non       | Non                        | **                                                                 | |
| Apache License 2.0                                     | Non      | Non               | Oui                                                                                  | Oui                 | Non       | Non                        | **                                                                 | |
| CeCILL v2.1                                            | Oui (++) | Oui               | Oui                                                                                  | Oui                 | Oui       | **                         | Non                                                                | |
| Cryptix General License                                | Non      | Oui               | Oui                                                                                  | Non                 | Non       | Non                        | **                                                                 | |
| The MIT License                                        | Non      | Oui               | Oui                                                                                  | Oui (licence MIT)   | Non       | Non                        | **                                                                 | |
| Licence FreeBSD                                        | Non      | Oui               | Oui                                                                                  | Non                 | Oui       | *                          | *                                                                  | |
| Intel Open Source License                              | Non      | Oui               | Oui                                                                                  | Oui                 | Oui       | Non                        | Non                                                                | |
| Microsoft Public License                               | Non      | Non               | Oui                                                                                  | Oui                 | Oui       | Non                        | **                                                                 | ~ Apache |
| Licence X11                                            | Non      | Oui               | Oui                                                                                  | Oui (licence MIT)   | Non       | Non                        | **                                                                 | |
| The zlib/libpng License                                | Non      | Non               | Non                                                                                  | Non                 | Non       | Non                        | **                                                                 | |
| GNU AFFERO GENERAL PUBLIC LICENSE v3                   | Oui (++) | Non               | Oui                                                                                  | Oui                 | Oui       | **                         | Non                                                                | |
| Academic Free License 3.0                              | Non      | Non               | Non                                                                                  | Oui                 | Non       | Non                        | **                                                                 | Clause ~Open source license                                                                                 |
| Apple Public Source License 2.0                        | Oui (+)  | Non               | Non                                                                                  | Oui                 | Oui       | *                          | *                                                                  | |
| Common Development and Distribution License            | Oui      | Non               | Non                                                                                  | Oui                 | Oui       | *                          | *                                                                  | Etendue de copyleft ~ MPL                                                                                   |
| CPL                                                    | Non      | Non               | Non                                                                                  | Oui                 | Oui       | *                          | *                                                                  | |
| Condor PL                                              | Non      | Non               | Non                                                                                  | Non                 | Oui       | *                          | *                                                                  | Autre licence doit quand même respecter les termes de la Condor PL                                          |
| EPL 1.0                                                | Oui (+)  | Non               | Non                                                                                  | Oui                 | Oui       | *                          | *                                                                  | En cours de remplacement par la licence EPL 2.0.                                                            |
| EPL 2.0                                                | Oui (+)  | Oui               | Oui                                                                                  | Oui                 | Oui       | *                          | *                                                                  | |
| IBM PL                                                 | Non      | Non               | Non                                                                                  | Oui                 | Non       | Non                        | Non                                                                | |
| Interbase PL                                           | Oui (+)  | Non               | Non                                                                                  | Non                 | Oui       | *                          | *                                                                  | ~ MPL |
| LaTeX Project PL 1.2, 1.3                              | Non      | Non               | Non                                                                                  | Non                 | Oui       | *                          | *                                                                  | |
| Lucent PL                                              | Non      | Non               | Non                                                                                  | Oui                 | Non       | Non                        | Non                                                                | |
| Microsoft Reciprocal License Ms-RL                     | Oui (+)  | Non               | Non                                                                                  | Oui                 | Oui       | *                          | *                                                                  | |
| NOKOS License                                          | Oui (+)  | Non               | Non                                                                                  | Oui                 | Oui       | *                          | *                                                                  | ~ MPL |
| PHP License 3.0                                        | Non      | Non               | Non                                                                                  | Oui                 | Oui       | *                          | Non                                                                | |
| Python License (CNRI Python License)                   | Oui (+)  | Oui               | Oui                                                                                  | Oui                 | Oui       | *                          | *                                                                  | |
| EuPL                                                   | Oui(++)  | Oui               | Oui                                                                                  | Oui                 | Oui       | **                         | Non                                                                | |
| Dual Licensing : Berkeley Database License (sleepycat) | Oui (+)  | Oui               | Oui                                                                                  | Oui                 | Non       | Non                        | * (si licence libre choisie)                                       | Double licence : si intégration de la version libre dans un logiciel, obligation d'ouverture du code source |
| Q Public License                                       | Non      | Non               | Non                                                                                  | Oui                 | Oui       | *                          | *                                                                  | Trolltech ne recommande pas QPL mais GPL                                                                    |
| WTFPL v2                                               | Non      | Oui               | Oui                                                                                  | Non                 | Non       | Non                        | **                                                                 | |